# John Lahr
John Lahr (12 de julho de 1941 - ) é um crítico de teatro estadunidense. É filho do ator Bert Lahr e marido da actriz Connie Booth.
Recebeu o National Book Critics Circle Award em 2014 pela obra Tennessee Williams: Mad Pilgrimage of the Flesh.